# A Romance of Wall Street
A Romance of Wall Street è un cortometraggio muto del 1912 diretto da Van Dyke Brooke e Maurice Costello.

## Produzione
Il film fu prodotto dalla Vitagraph Company of America.

## Distribuzione
Distribuito dalla General Film Company, il film - un cortometraggio in una bobina - uscì nelle sale cinematografiche statunitensi il 1º gennaio 1912.